# Sprang (plaats)
Sprang is een dorp in De Langstraat, in de Nederlandse provincie Noord-Brabant. Het was tot 1923 een zelfstandige gemeente. In dat jaar is deze met Capelle en Vrijhoeve-Capelle samengevoegd tot de gemeente Sprang-Capelle. Deze laatste gemeente werd op haar beurt in 1997, samen met Waspik, bij Waalwijk gevoegd.
In 2012 had Sprang 2670 inwoners (bron: CBS).

## Toponymie
Het woord Sprang verwijst naar een waterloop.

## Geschiedenis
De eerste vermelding van Sprang dateert uit 1313. In 1325 was er al een quarta capella, gewijd aan de Heilige Nicolaas. Moederkerk was die in Loon op Zand, waar het patronaatsrecht in handen was van de Abdij van Tongerlo. In 1610 werd de kerk protestants.
Sprang behoorde tot aan de Franse tijd tot het Gewest Holland. De Zuidhollandsedijk in het zuiden en de Eikendijk in het oosten vormden de grens tussen Holland en de Meierij van 's-Hertogenbosch. Sprang is mede hierdoor protestants van signatuur geworden (en gebleven). Een aantal protestanten in Sprang nam ook deel aan de afscheiding van 1834. De afgescheidenen kregen een kerk, die uiteindelijk samenging met Vrijhoeve-Capelle. Vervolgens vond in 1886 de Doleantie plaats en kwam er opnieuw een Gereformeerde kerk, die een eeuw later opnieuw samenging met die van Vrijhoeve-Capelle. 
In 2013 werd in Sprang stilgestaan bij het zevenhonderdjarig bestaan van het dorp. 
Ten noorden van Sprang is het Waalwijkse uitbreidingsplan Driessen gebouwd, in het eerste decennium van de 21e eeuw.

## Bezienswaardigheden

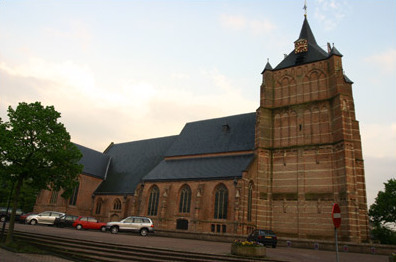
Grote of Sint Nicolaaskerk

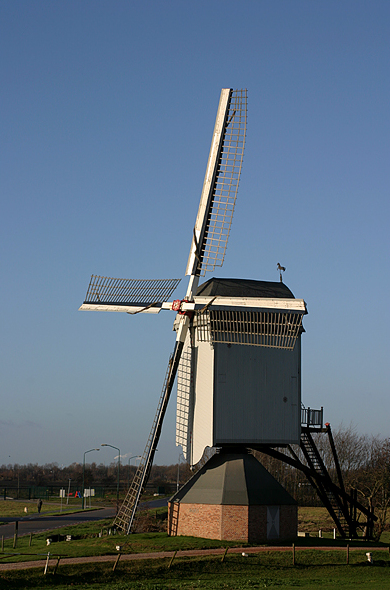
Molen Dye Sprancke

- Grote of Sint Nicolaaskerk, hervormde kerk aan de Kerkstraat 34, uit de 15e en begin 16e eeuw, met zware toren.
- Standerdmolen Dye Sprancke, aan de Oudestraat, uit 1747.
- Verzetsmonument voor Jan de Rooij en zijn verzetsgroep André, aan de Tilburgseweg, door Fred Carasso, uit 1954.
- Voormalige Gereformeerde kerk, aan de Van der Duinstraat 42, uit omstreeks 1886, in 1998 verkocht en sindsdien in gebruik als kantoor. Het is een sober bakstenen zaalkerkje.
- Enkele woonhuizen en boerderijen van het Langstraatse type, aan de Kerkstraat en de Van der Duinstraat.

Monumenten
Zie ook: 
- Lijst van rijksmonumenten in Sprang
- Lijst van gemeentelijke monumenten in Sprang

## Natuur en landschap
Ten oosten van Sprang ligt het Loons Hoekje, dat aansluit op de Loonse en Drunense Duinen. Ten zuiden ligt de kom van Kaatsheuvel en ten noorden de nieuwbouwwijk Landgoed Driessen, met ten noorden daarvan het natuurgebied Westelijke Langstraat. Naar het westen toe gaat Sprang over in Vrijhoeve-Capelle.

## Nabijgelegen kernen
Kaatsheuvel, Vrijhoeve-Capelle, Waalwijk

## Geboren in Sprang
- Hendrik Chabot (1894-1949), kunstschilder en beeldhouwer
- Adriaan Gerrit Verhoeven (1886 - 1976), waterbouwkundige